# Yangjae-dong
Yangjae-dong (koreanska: 양재동)  är en stadsdel i stadsdistriktet Seocho-gu i södra delen av Sydkoreas huvudstad Seoul.

## Indelning
Administrativt är Yangjae-dong indelat i:
| Namn    | Namn               | Yta km² | Invånare 31 dec 2020 |
| ------- | ------------------ | ------- | -------------------- |
| 양재1동 | Yangjae 1(il)-dong | 5,76    | 44 890               |
| 양재2동 | Yangjae 2(i)-dong  | 7,58    | 22 709               |